# قمة خويتين
قمة خويتين، ((بالمنغولية: Хүйтэн оргил)‏، وتعني «القمة الباردة»؛ وأيضا قمة الصداقة، بالصينية 友谊峰،بالبينيين، Yǒuyì)، هي أعلى قمة بارتفاع 4356 متر فوق مستوى سطح البحر وخط ثلجي دائم في سلسلة جبال ألتاي، تمتد الحدود الدولية بين الصين ومنغوليا عبر نقطة قمتها. وهي أيضًا أعلى نقطة في منغوليا ومحافظة ألتاي في غرب الصين.
في الماضي، كانت قمة خوتين تعرف رسميا باسم «قمة الصداقة» (نيرامدال أوول (Найрамдал Уул) بالمنغولية، أو يوي فنغ 友谊峰 بالصينية).
قمة خوتين هي واحدة من خمس قمم من جبل تافان بوغد. قمة أخرى، والتي تبعد حوالي 2.5 كم شمال خويتن، تمثل النقطة الثلاثية الحدودية بين روسيا ومنغوليا والصين؛ ويشار إلى اسم تلك القمة في الاتفاقات الدولية وعلى الخرائط بوصفها قمة تافان بوغد (بالروسية: Таван-Богдо-Ула، تافان - بوغدو - أولا ؛ بالمنغولية: Таван Богд Уул، تافان بوغد أوول)، أو جبل كويتون (بالصينية: 奎屯山 ؛ كويتون شين)
بيد أن بعض المصادر تربط بين اسم قمة نيرامدال (قمة الصداقة) وبين القمة عند النقطة الثلاثية الحدودية.
أول صعود معروف لقمة خويتن كان في عام 1963، من قبل متسلقي الجبال المنغوليين برعاية الحكومة.